# 데즈카 오사무
데즈카 오사무(일본어: 手塚 治虫, てづか おさむ, 1928년 11월 3일 ~ 1989년 2월 9일)는 일본의 만화가이다. 애니메이션 제작자이자, 오사카 대학을 졸업한 의사이기도 하다. 본명은 데즈카 오사무(手塚 治)다. 《우주소년 아톰》과 《밀림의 왕자 레오》의 작가로 알려졌다. 그의 다작 성향, 선구적 테크닉, 장르의 혁신적인 정립으로 "일본 만화의 아버지", "일본 만화의 신"이라는 별명을 얻었다. 그의 선조는 헤이안 시대 말기 무장 미나모토노 요시나카의 가신 데즈카 미쓰모리이며, 고조, 증조 할아버지도 대대로 에도 시대의 난학자였다.
오사카 제국대학(大阪帝国大学) 부속 의학전문부(医学専門部) 재학 중이던 1946년 1월 1일에 4컷 만화 『마아짱의 일기장』（マアチャンの日記帳, 『소국민신문』(少国民新聞)에 연재)으로 만화가로 데뷔한다. 1947년 사카이 시치마(酒井七馬)가 원안을 그린 만화 단행본 『신보물섬』(新寶島)이 베스트셀러가 되어 오사카에서 아카혼(赤本) 붐을 일으켰다. 1950년부터 만화잡지에 등장, 『우주소년 아톰』(鉄腕アトム), 『정글대제』(ジャングル大帝), 『리본의 기사』(リボンの騎士) 등 히트작을 잇달아 발표한다.
1963년、자신의 작품을 토대로 일본 최초의 30분짜리 TV 애니메이션 시리즈 『우주소년 아톰』을 제작, 이후의 일본의 TV 애니메이션 제작에 많은 영향을 미치게 된다. 1970년대에는 『블랙잭』(ブラック・ジャック), 『삼목동자』(三つ目がとおる), 『붓다』(ブッダ) 등의 히트작을 발표하였다. 또한 만년에도 『양지의 나무』(陽だまりの樹), 『아돌프에게 고한다』(アドルフに告ぐ) 등 청년만화에 있어서도 걸작을 남겼다. 데뷔 때부터 사망(1989년)할때까지 일선에서 작품을 발표해 나갔고, 생전부터 일본 만화계에서 「만화의 신」(マンガの神様)이라는 평가를 받았다.
후지코 후지오(藤子不二雄, 藤子・F・不二雄、藤子不二雄A)、이시노모리 쇼타로(石ノ森章太郎)、아카츠카 후지오(赤塚不二夫)、요코야마 미쓰테루(横山光輝)、미즈노 히데코(水野英子)、야시로 마사코(矢代まさこ)、하기오 모토(萩尾望都) 등을 비롯한 많은 사람들이 데즈카 오사무로부터 영향을 받았거나 접촉이 있었던 만화가로 알려져 있다.

## 생애

### 어린 시절
데즈카 오사무(본명 오사무治)는 1928년 11월 3일, 일본 오사카부(大阪府) 도요노 군(豊能郡) 도요나카 정(豊中町, 지금의 도요나카시豊中市)에서 데즈카 유타카(手塚粲, 1900년 - 1986년 5월 14일)와 어머니 후미코(文子) 사이에서 장남으로 태어났다. 태어난 날이 마침 메이지 천황의 생일인 메이지세쓰(明治節)이었기에 「메이지」(明治)에서 한 글자를 따서 「治」를 이름으로 짓게 되었다.
1933년 그의 나이 다섯 살 때에 그의 집안은 1년 전에 타계한 할아버지의 저택이 있던 효고 현(兵庫県) 가와베 군(川辺郡)의 오하마 촌(小浜村, 지금의 다카라즈카시宝塚市) 가와모(川面)로 이주하였다. 태평양 전쟁이 발발하기 전의 다카라즈카에는 고바야시 이치조(小林一三)가 미노오아리마 전기궤도(箕面有馬電気軌道)의 승객 증가를 노리고 전원 풍경 가운데 개발한 신흥 주택지가 산재해 있었고, 다카라즈카 소녀 가극단(宝塚少女歌劇団, 훗날의 다카라즈카 가극단宝塚歌劇団의 전신)의 본거지였던 다카라즈카 대극장(宝塚大劇場)、다카라즈카 패밀리 랜드(宝塚ファミリーランド)의 전신인 다카라즈카 신온천(宝塚新温泉)이나 다카라즈카 루나파크(宝塚ルナパーク) 등 행락시설이 차례로 세워져 일종의 별천지 비슷한 분위기를 조성하고 있었고 다카라즈카의 인공적인 근대도시 풍경은 데즈카의 작품세계에 큰 영향을 주었다고 여겨지고 있다. 오사무의 아버지는 다카라즈카 호텔(宝塚ホテル) 안에서 세워진 다카라즈카 구락부(宝塚倶楽部)의 회원이었고 때때로 오사무는 아버지를 따라 다카라즈카 호텔의 레스토랑에서 식사를 하고 어머니는 다카라즈카 소녀 가극단을 따라 다니기도 했다. 또 데즈카 집안의 옆집에 다카라즈카 소녀 가극단의 남자배역 톱스타였던 아마쓰 오토메(天津乙女, 본명 도리이 에이코鳥居榮子)와 구모노 가요코(雲野かよ子, 본명 도리이 카코鳥居華子)와 이케노베 쓰루코(池邊鶴子, 본명 도리이 히사요鳥居久代) 세 자매가 살고 있어 다카라즈카 음악학교에 입학하고 싶어 하는 여자아이들이 그 보호자와 함께 드나드는 모습을 자주 볼 수 있었던 것 등, 다카라즈카 소녀 가극단의 여성들과 접할 기회도 많았다. 훗날 데즈카는 자신의 첫사랑 상대도 다카라즈카 소녀 가극단의 생도였다는 것, 다카라즈카 생도를 보려고 다카라즈카 대극장에 다녔다는 것, 쓰키오카 유메지(月丘夢路)나 아와시마 지카게(淡島千景) 같은 당찬 여성을 좋아했었다는 것, 1942년작 쓰키오카 주연의 영화 『신설』(新雪)을 스무 번이나 보았다는 것 등을 회고하고 있다.
1935년, 이케다사범부속소학교(池田師範附属小学校, 지금의 일본 오사카 교육대학부속 이케다 소학교大阪教育大学附属池田小学校)에 입학하였다. 어머니가 도쿄 출신이었던 탓에 긴키 방언을 잘 하지 못했던 그는 학교에서 맴도는 존재였고 2학년때에는 「안경잽이 꼬마」(ガヂャボイ)라는 별명까지 붙어서 괴롭힘의 대상이었다. 그러나 어린 시절부터 그가 본 것을 그린 만화 그림이 오사무를 구원해 주게 되는데, 소학교 3학년 때 최초의 만화 「핑핑 세이쨩」(ピンピン生チャン)을 완성했고, 그 뒤 만화 연습을 이어나갔으며 소학교 5학년 때에는 장편만화 「지나의 밤」(支那の夜)을 완성하였다. 그 작품은 급우들 뿐 아니라 학교 교사들 사이에도 화제가 되는 등 이후 교사들로부터도 만화를 그리는 것을 묵인받았다고 한다. 만화를 그리는 것으로 학급 내에서 일약 주목받으며 만화가 계기가 되어 처음에는 그를 괴롭히던 급우가 데즈카의 집에 놀러올 정도가 되는 등 차츰 따돌림에서 벗어나게 된다. 데즈카의 생일에는 그의 집에 스무 명이나 되는 친구들이 찾아오기도 했고 친구들이 집에 올 때는 당시에는 진기한 것이었던 홍차와 과자도 가져왔고 오사무의 생일에는 모둠초밥(五目寿司, 이전 문서에는 모듬초밥이라고 했는데, 여러 식재료로 만든 음식은 모둠이라고 해야 한다. 모듬은 학생들이 무리지어 숙제 등 학교 공부를 하는 모습을 뜻함.)이며 계란찜 요리가 가득했다고 한다. 그 당시에 그린 만화의 일부는 이후 데즈카 오사무 기념관에 소장 보존되어 있다.
이 시기에 오사무의 동급생 이시하라 마코토(石原実, 오사카 요도야바시淀屋橋 이시하라 시계점石原時計店 사장)와 친해졌고, 그의 영향으로 곤충이나 과학, 천문학에 흥미를 갖게 되었다. 데즈카 집안의 넓은 정원에는 곤충 창고가 있었고、또 주위의 전원지대에서도 많은 곤충들이 살고 있었기 때문에 곤충 채집에는 더할 나위 없는 좋은 환경이었으며, 곤충에 대한 지식과 그에 대한 생각의 깊이를 더하게 해 주었다. 그는 친구들로부터 빌린 히라야마 슈지로(平山修次郎)의 『원색천종곤충도보』(原色千種昆蟲図譜)를 읽으며 딱정벌레목 딱정벌레류(オサムシ)의 존재를 알았고, 이 시기부터 그의 필명 「데즈카 오사무」(手塚治虫)를 쓰기 시작하였다. 1950년 무렵까지는 「治虫」는 그대로 「오사무시」로 읽었다.

### 청년 데즈카 오사무와 태평양 전쟁
1941년 데즈카 오사무는 오사카 부립 기타노 중학교(大阪府立北野中学校, 지금의 일본 오사카 부립 기타노 고등학교大阪府立北野高等学校)에 입학하였다. 당시 일본 전국은 전쟁 중으로 군국주의적인 분위기가 학교에까지 물들어 있었고 소학교 시절과는 달리 만화를 그리는 것은 허용되지 않았으며 학교의 교련 교관에게 그가 만화를 그리는 것이 눈에 띄어서 교관에게 얻어맞기까지 했다.  이 시기 그는 급우들 사이에서 제작한 동호회 회지(会誌) 등을 통해 만화를 집필하는 한편으로 데즈카판(手塚版) 「원색 딱정벌레 도보」(原色甲蟲圖譜) 등 일러스트가 곁들여진 도감을 자체 제작하는 등 정력적인 활동을 이어갔다.
1944년 여름에는 체력이 약한 자가 들어 가는 강제수련소에 보내졌다. 9월부터는 학교에 다니는 대신 군수공장에 보내졌는데, 이곳에서 데즈카는 격납고 지붕을 덮는 슬레이트를 제작하는 일을 했다고 한다. 
1945년 3월, 전쟁에 따른 수업 연한 단축에 따라 기타노 중학을 4년만에 졸업하고 6월에 근로봉사로 감시초를 서고 있을 때 오사카 대공습이 벌어졌는데, 오사무의 머리 바로 위로 소이탄이 투하되는 와중에 가까스로 목숨을 건지기도 했다.  이 공습은 데즈카 자신의 체험담으로써 훗날 그가 1974년에 그린 만화 『종이상자』(紙の砦)나 1979년부터 1년 간 그린 『세게 때리기』(どついたれ) 등 자전적 작품 속에서 묘사된다. 이 체험 이후 데즈카는 공장에 다니는 것을 그만두고 집안에 틀어박혀 만화 그리기에 몰두한다. 
1945년 3월에 구제 나니와 고등학교(舊制浪速高等学校)에 응시하였으나 불합격하였다. 패전 한 달 전인 7월에 데즈카 오사무는 오사카 제국대학(大阪帝国大学)의 의학전문부(医学専門部)에 응시해 입학을 허가받았다. 의학전문부는 전쟁의 장기화로 군의관을 속성으로 길러내기 위해 임시로 오사카 제국대학 내에 부설된 것으로 학제상으로는 구제 의학전문학교로 취급되었다. 때문에 구제중학교에서 입학하는 것도 가능했다.  오사카 대학(大阪大学, 옛 오사카 제국대학) 부속 의학전문부는 1951년에 폐지되었다. 한편 의사국가시험에 합격했을 때 그는 한창 《정글대제》와 《우주소년 아톰》을 연재하던 와중이었다.

### 데뷔, 책의 세계로
종전 후, 학생인 데즈카 오사무는 전시에 그린 장편 중에서 "유령남(幽霊男)"("메트로폴리스"의 원형)이라는 장편을 마이니치 신문 학예부에 보냈다. 이는 소식 없이 끝났지만, 그 후, 이웃집에 살던 마이니치 신문의 인쇄국에 다니는 여성의 소개로 어린이의 소국민신문(현 매일소학생신문) 학예부의 호도노(程野)라는 사람을 만나, 그의 의뢰를 받아 소국민신문의 오사카 판에 4컷 만화 "마아짱의 일기장(マァチャンの日記帳)"을 연재(1946년 1월 1일~3월 31일), 이 작품이 데즈카의 데뷔작이 됐다. 이 "마아짱"은 로컬이면서 인기가 있고 인형과 바리 막과자의 캐릭터에 사용되었다는 기록도 남아 있다. 마아짱에 이어서 4월부터 교툐일일신문에 4컷 만화 "진념과 쿄짱(珍念と京ちゃん)"을 연재했으며 이들과 함께 4컷 형식의 연재 장편 작품 "A짱 B짱 탐험기(AチャンB子チャン探検記)", "화성에서 온 남자(火星から来た男)", "로스트 월드(ロストワールド)" (후술 하는 것과는 별개) 등도 각지에 그려지고 있지만 4컷 연재 형식에 한계가 있어, 후 2자 어느쪽도 중단에 가까운 형태로 끝났다.
만화가로서 데뷔 전의 1945년경, 2대째 카츠라하루단지가 지방에서 자주 흥행을 할 때의 포스터화를 제공했다(현물은 다카라즈카 시립 데즈카 오사무 기념관에 전시되고 있다). 2대 하루단지가 다카라즈카시 청황신 거주라는 것도 있어, 친분을 먹으면서, 데즈카의 만화가를 지망하는 진로를 걱정하고, 만담가가 되라고 권했다고 한다.
1946년 동인지 "망가만"의 정례회를 통해서 후원자인 사카이 시치마(酒井七馬)와 알게 되어 사카이에서 장편 스토리 만화의 합작의 이야기를 꺼낸다. 이는 전후 최초의 호화본의 기획이며, 그것까지 장편 만화를 그리다 모으고 있던 테즈카로서는 바라지도 못한 이야기였다. 이렇게 대략적인 구성을 사카이가 하고, 그것을 바탕으로 테즈카가 자유롭게 그리려고 하는 형태로 200쪽의 그림  장편 "신보물섬"이 제작된다. 1947년 1월에 출판되자 당시로서는 이례적인 베스트셀러었다. 영화적 구성과 빠른 이야기 전개를 가진 "신보물섬"은 일반적으로 전후 스토리 만화의 원점으로서 포착된다
베스트 셀러가 된 "신보물섬"은 오사카에 적본붐을 일으키면서 데즈카는 이에 타서 그린 단행본 형태로 장편 작품을 발표하게 된 . 데즈카는 바빠지고, 그동안에 그리고 쌓아 온 장편을 바탕으로 학업과 아울러 한달에 1,2권은 작품을 그리 올려야 했다. 1947년에 발표된 "화성박사"(火星博士), "유령 코롱코 박사(怪人コロンコ博士)", "킹콩(キングコング)" 등은 어린이를 의식한 B급 영화적인 작품이었지만 1948년 "지저국의 괴인(地底国の怪人)"에서는 비극적인 전개도 도입하게 되고 SF 모험 등을 소재로 작품 중에서 다양한 시도가 이뤄졌다. 그 해 말에 그려진 "로스트 월드"에서는 다양한 입장의 인물이 얽혀 지구 규모의 장대한 이야기가 그려지져, "메트로폴리스"(1949년) "와야할 세계(1951년)와 함께 데즈카의 초기를 대표하는 SF 3부작을 이룬다. 1949년 서부 영화 "권총 천사"에서는 아동 만화에서 최초의 키스 장면을 그렸다. 1950년에는 문호 괴테의 "파우스트를 만화화한 것 외에 '영화 제작의 무대 뒤를 보여드리겠습니다'라는 도입으로 시작되는 '신비 여행기', 자신의 만화 수법을 체계화하여 보여준 만화 입문 책의 선구적 작품 '만화대학' 등을 발표하고 있다.
만화 집필이 바쁘게 되면 대학의 단위을 얻기가 힘들어지는데, 데즈카는 의업과 만화와 겸직은 포기할 수밖에 없게 됐다. 교수에서 의사가 되기보다는, 만화가가 되라고 충고하고 또 어머니의 뒷받침도 있고, 데즈카는 전업 만화가가 되기로 했다. 그러나 학교를 그만둔 것이 아니라, 1951년 3월에 의학 전문부를 졸업(5년제, 1년 유급. 이 해에 전문부가 폐지되면서 마지막 졸업생이 되었다)하고 오사카 대학 의학부 부속 병원에서 1년간 인턴을 맡아 1952년 3월에 제십이회 의사 국가 시험에 합격, 1953년 9월 18일에 의적이 등록된다. 이 때문에 나중에 데즈카는 자서전 "나는 만화가"에서 "거기에서 지금도 본업은 의사이시고 부업은 만화인데, 누구도 묘한 얼굴을 하고 이 사실을 알아주지 않는 것이다"라고 말하고 있다.

### 잡지 연재 개시
데즈카는 오사카에서 아카모토 만화를 그리는 옆, 도쿄에 반입도 하고 있다. 당초에는 코단샤에서는 거절당했지만, 신생각이라는 출판사에서 반입이 성공해, 여기에서 몇 개를 읽은 뒤, 신창간된 잡지 '소년 소녀 만화와 독서'에 1950년 4월부터 '타이거 박사의 진여행'을 연재, 이것이 데즈카의 최초의 잡지 연재 작품이 되었다. 같은 해 11월부터 잡지 '만화 소년'(학동사)에서 '정글 대제'의 연재를 개시, 1951년에는 '철완 아톰'(1952년-)의 전신이 되는 '아톰 대사'를 '소년'(코분샤)에 연재하는 등 다수의 잡지에서 연재를 시작했고, 이 해에는 소년 만화지의 대부분에서 데즈카의 만화의 연재가 개시되었다. 1953년에는 "소녀 클럽"(코단샤)에서 『리본의 기사』의 연재를 개시했다. 다카라즈카 가극이나 디즈니로부터의 영향을 받은 이 작품은, 이후의 소녀 잡지에 있어서의 이야기 만화의 선구가 되었다. 1954년에는 '정글 대제' 연재 완결 후에 '만화 소년'에 '불새'의 연재를 시작했다. '불새' 시리즈는 그 후도 휴간 등에 의해 COM, 만화 소년, 야성 시대와 게재지를 바꾸면서 오랜 세월로 그려져, 데즈카의 라이프 워크가 되었다.

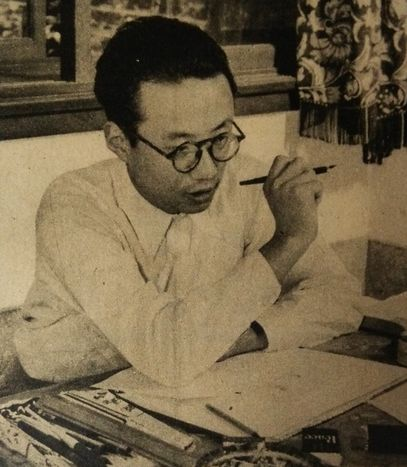
1953년

월간의 잡지 연재라는 형태는, 데즈카가 그간 단행본으로 다녀온 복잡한 이야기 구성의 재검토를 강요시키고, 독자를 끌어당기기 위한 매력적인 캐릭터를 만들기나 단순한 이야기 구성 등의 작극 방법에 데즈카를 향하게 되었다 . 한편, 신작 단행본은 1952년의 '밤비' '죄와 벌'의 2권으로 끝을 말하지만, 대신 우편법 개정에 의해 이 시기에 잡지 부록이 급격히 증가해 데즈카는 연재 작품과 평행하여 부록 책자의 형태로 신작 장편 작품을 다수 다루고, 이 형태로 단행본 시대의 작품도 잇달아 리메이크 되었다.
사생활의 면에서는, 1952년에 다카라즈카에서 도쿄로 이주해, 또 다음 1953년에 「만화 소년」편집부로부터의 소개로 도시마구의 도키와 장에 입주 했다. 그 후 도키와 장에는 데즈카에 이어 테라다 히로오 , 후지코 후지오가 입주. 데즈카는 자신이 살고 있던 14호실을 후지코 후지오의 두 사람에게 양도해 도키와 장에서 에서 이동했지만, 그 후에도 이시노모리 쇼타로, 아카츠카 후지오 등 후에 유명한 만화가가 되는 사람들이 잇달아 입주해 도키와 장은 만화가의 양산장이 되었다. 이 시기, 데즈카는 도키와 장의 만화가에게 영화를 많이 보도록 추천하고 있어, 데즈카 자신도 십수년간은 해에 365개를 반드시 보고 있었다고 한다
또한 1953년 데즈카는 간사이의 부호 순위의 화가의 부에서 톱이 되었지만, 직장이 목조2층 건물의 도키와 장이어서 취재하러 온 신문 기자한테 질렸기 때문에, 이후는 의식하고 고가품을 사도록 하겠다고 말했다.
"철완 아톰", "나의 손오공" 등 아동 만화의 인기 작품의 연재를 하면서 데즈카는 1955년에 성인향 만화 잡지 "만화 독본"( 분게이 슌주 신사)에 "제3제국 붕괴", "곤충 소녀의 방랑기"를 발표했으며, 여기에서는 어린이용의 둥그란 그림과 다른 성인향의 터치를 시도하고 있다. 1955년부터 1958년에 데즈카는 지적 흥미를 앞세운 작품을 많이 냈으며,1956년에 SF단편 시리즈 "라이언 북스"를 시작했고, 학습지 "만화 생물학", " 만화 천문학" 등 학습 만화를 발표, 후자는 제3회 쇼가쿠칸 만화상(1957년)의 대상 작품이 되었다. 이 밖에도 유년용 작품이나 그림 이야기, 소설와 에세이 등 만화가의 테두리를 넘은 활동을 하게 되어 있으며,1958년에는 토에이 동화(현 토에이 애니메이션)의 연출가 시라카와 다이사쿠에게 부탁 받고 이 회사의 촉탁이 된 극장용 장편 만화 영화 "서유기"("나의 서유기"가 원작)원안 구성을 맡고 있다.

### 극화와의 싸움
1958년경부터 각 만화 잡지에 쿠와타 지로, 타케우치 츠나요시, 요코야마 미츠테루 등의 인기 만화가가 다수 출현하고 있으며, 이 시기의 데즈카는 인기 면에서 그 같은 만화가들 중 하나에 불과했다. 이어 데즈카를 위협했던 것은 이 시기에 새로 생겨난 극화의 존재였다. 사회의 어둠을 솔직하게 스트레이트로 그려 극화의 인기는 당시의 데즈카를 크게 앓고 계단에서 떨어진다던가, 오사카의 극화 작가의 거점으로 몰려가는 집회에 참석했다.
당초는 극화 잡지에서도 연재를 갖는 등 했으나, 데즈카의 어시스턴트까지 대본 극화를 수십권이나 그려면 테즈카는 노이로제에 빠지고 정신 감정도 받았다. 또 이미 1957년에는 "황금의 트렁크"("서일본 신문" 연재)에서 극화 풍의 터치를 시도하면서 서서히 극화의 방법론을 자작에 거두어 가게 된다.
1959년 주간지 붐을 타고 주간 만화 잡지 "소년 매거진(코단샤)및 소년 선데이(쇼가쿠칸)가 창간되며 이후 월간 소년지는 점차 사라지고 나가게 되었다. 이때 데즈카는 권유를 받고 쇼가쿠칸의 전속 작가가 되었는데 코단샤에서도 권유를 받고 곤혹스러워했는데 결국 소년 선데이 창간호에는 자신의 손에 의해 "스릴 박사"을 연재, 소년 매거진쪽에는 연재 13회분의 밑칠만을 하는 이시모리 쇼타로에 "쾌걸 하리마오"의 연재를 시키고 있다. 그 해, 다카라즈카 호텔에서 결혼식을 올린다.

### 애니메이션 제작에 이르기까지
전술대로, 유년기부터 디즈니 영화을 애호했던 데즈카는 원래 애니메이션(주:1960년대쯤까지는 일반 세간에서 만화 영화라 불렸다)에 관심을 갖고 있으며 애니메이션의 제작은 염원의 일이었다. 특히 영향을 받은 작품은 디즈니의 "밤비"(1942년 미국공개)이지만, 이것은 일본에서는 전후의 1951년에서야 공개되었다(디즈니의 "백설공주"(미국 공개 1937년)과 "피노키오"(미국 공개 1940년)도 일본에서 공개는 전후가 된 것이다).
일본은 전시 중은 디즈니와 플라이셔 브라더스 등 미국의 애니메이션의 공개를 금지하고 있었지만, 1942년(쇼와 17년)에 전시 중의 일본에서 처음 공개된 애니메이션 작품인 아시아 최초의 극장용 장편 애니메이션 작품 "철선공주"(중국,1941년 73분, 흑백)을 보고 감동했다. 전후 상당히 지난 1980년에 중국을 방문했을 때는 상하이 미술 영화 제작소에서 감독의 완라이밍과 대면을 하고 손오공와 아톰이 악수하는 일러스트를 제작했다.
프로 만화가가 되기 전의 패전의 년인 1945년 데즈카는 불 타버린 오사카의 쇼치쿠좌에 관해서 해군성 제작의 장편 만화 영화 "모모타로 바다 신병"을 보고감격의 눈물, 이 때 장래에 반드시 자기 손으로 만화영화를 만드는 것을 결의했다. 전후 1946년(쇼와 21년)에 상경했을 때 애니메이터 모집의 벽보를 보고 만화영화 제작 회사"아시다 만화 제작소"(아시다 켄)에 가서 채용을 지원했으나 떨어졌다.
만화는 데즈카의 애니메이션 제작의 자금을 얻기 위한 수단이었다. 평론가의 오오야 소이치로부터(화교처럼 출신지인 오사카를 떠나서 도쿄에서 번다는 의미의 야유로)"판교"와 비웃음 평가될 정도로 만화를 그리며 벌어 댔다. 또 스스로를 "디즈니광"이라고 말했다. 또 전술대로, 토에이 동화에서 부탁 받고 촉탁 업무를 받고 있다.

#### 무시 프로덕션 설립
1961년, 테즈카는 자신의 프로덕션인 데즈카 프로덕션에 동화부를 설립했다. 당초는 6명의 스태프에서 시작했다. 처음 제작한 작품 "어떤 거리의 이야기"는 스태프의 급료에서 제작비까지 모두 데즈카가 그린 만화의 원고료로 충당했고, 1년 동안 40분의 컬러 장편 애니메이션 작품으로, 블루 리본상이나 문부성 예술제 장려상 등 여러 가지 상을 받는다. 그 후 1962년에 동화부는 "무시 프로덕션"으로 개명했다. 무시 프로덕션은 전성기에는 400명을 넘어선 수의 정직원을 거느리고 있었다고 한다.

#### 철완 아톰
무시 프로덕션에 개명 후, 일본 최초가 되는 30분 범위의 텔레비전 애니메이션 시리즈(당시는 텔레비전 만화라고 말했음) 철완 아톰의 제작에 착수했다. 그러나 당초에는 총 10명에도 못 미치는 스태프로 매주 텔레비전 방송용으로 디즈니 같은 그림의 장수를 요구하는 풀 애니메이션 프로그램을 제작하는 것은 작업량 면에서 전혀 불가능하며, 매주 방송이 가능하기 위해서 그림의 장수를 대폭 삭감하기 위한 다양한 리미티드 애니메이션의 수법을 이용하여 짜내기에 이르렀다. 매주 방송의 애니메이션 프로그램을 실현하기 위해서(이미 미국의 해나 바베라 등에서도 작업 수를 줄인 리미티드 애니메이션 제작은 이루어졌지만 그것들도 참고해서) 시행 착오와 창의력을 쌓아 만든 다양한 리미티드 애니메이션 기법과 양식은 이후 일본의 애니메이션 제작 전반에 큰 영향을 주게 된되었다. 무시 프로덕션의 아톰은 당시 일본의 텔레비전 애니메이션을 대표하는 대인기 작품이 되었다.

#### 정글 대제
1967년에는 자신의 만화가 원작인 '정글대제(한국명: 밀림의 왕자 레오)'가 제28회 베네치아 국제영화제 산마르코 은사자상을 수상했다. 1969년부터 '아니메 라마 3부작'(두번째 작품 '클레오파트라'를 감독)이 제작된다(주: 아니메 라마의 첫번째 작품 '천일야화'와 2번째 작품의 클레오파트라의 기획과 제작에는 데즈카는 강하게 관여하고 있지만, 세 번째 애니메이션 라마 "슬픔의 벨라돈나"는 데즈카가 무시 프로덕션을 그만둔 후에 만들어진 작품으로 데즈카는 전혀 관여하지 않았다). 이것은 종래의 어린이용 애니메이션 영화와는 반대의 위치에 있어, 성인용으로 만들어진 극장용 애니메이션 영화였다.
또한, 무시 프로덕션은 애니메이션 감독으로서는 스기이 기사부로, 린 타로, 야마모토 에이이치, 데자키 오사무, 타카하시 료스케, 토미노 요시유키, 요시카와 소지 등, 애니메이터로서는 나카무라 카즈코, 츠키오카 사다오, 카와지리 요시아키, 아시다 토요오, 야스히코 요시카즈, 스기노 아키오, 아라키 신고, 키타노 히데아키, 무라노 모리비, 카나야마 아키히로 등, 제작자로서는 마루야마 마사오, 스즈키 요시타케, 키시모토 요시나리, 타시로 아츠미, 시미즈 타츠마사, 와카오 히로시, 핫타 요코, 아케타가와 스스무, 사카이 아키오, 메노가와 유지 등 후에 일본을 대표하는 애니메이션 제작자가 되는 인재를 많이 배출했다.

#### 저액의 애니메이션의 공죄
비록 리미티드 애니메이션의 방법을 이용해도 텔레비전 방송의 30분용으로(최저 레벨로) 1개당 2,000장분의 동화을 동화가(애니메이터) 5명으로 담당해, 한사람이 하루 66장 마무리 라는 가혹한 노동 상황이 만들어지게 되었다. 또 작품을 1개당 55만엔이라는 파격적인 제작비로 팔린 것이 제작부의 머리을 조리게 되었다.
데즈카가 애니메이션의 가격을 싸게 팔았던 것은, 당시의 보통의 TV 프로그램의 제작비가 50만 정도였던 것과, 싸게 하면 스폰서에 받아들이기 쉬워지는 것이나, 타인의 경쟁 참가를 막을 수 있기 때문이었다고 말하지만, 이것은 나중에 데즈카 자신이 「대실패였다」 라고 인정한 것처럼, 결과적으로 대오산이었다. '아톰'의 대성공을 보고 타인이 이 분야에 차례차례 진입을 시작해 저예산으로 많은 프로그램이 제작되어 방영되게 된 것이다.
그러나 당초는 경영이 어려웠던 무시 프로도 『아톰』이 대히트하면 판권(머천다이징) 수입으로 막대한 이익이 오르게 되어, 또 해외를 향해 작품의 방영권＋파생 상품을 전개할 권리를 판매할 수 있었던 것 등에 의해, 급속하게 규모가 확대해가(최성기에는 사원 총수가 일시는 400명으로부터 최대 550명의 규모가 됨), 「아톰」은 무시 프로덕션을 흑자로 만들었다. 방송이 4년간 계속된 「철완 아톰」은 방영 개시로부터 1년 반으로 데즈카의 만화 원작을 거의 다 사용해 버리고, 그 후에 무시 프로 문예부의 스태프가 독자적으로 만든 에피소드는 인기를 얻기 위한 전투가 그려지는 경향이 강해져, 「철완 아톰」으로부터 데즈카가 좋아한 애니메이션인 것 같은 유머가 없어져 갔다.
또, 데즈카의 존명중에서 “애니메이터의 급료가 싼 것은 데즈카의 탓이다”라고 잡지에서 비난되는 일이 있었지만, 데즈카는 이렇게 반론하고 있다 “그러나, 나 개인적으로 참을 수 없는 것은, 이런 이런 목소리가 있어. 데즈카가 그 아톰을 팔 때, 터무니없이 저렴하게 되어버렸으니까, 현재까지 TV 애니메이션은 제작비가 싸고 고생한다고.농담이 아니야." "그 시점에서의 제작비는 저것이 상식이니까, 그 배로 뿌리려고 한다면, 잘못해도 스폰서는 아톰을 사지 않았다. 그러니까 텔레비전 애니메이션 시대는 꿈같은 이야기일까?" "분명히 사십 몇만이 제작비였고, 내 반출액은 20만 정도였을까요?  런데 아톰이 맞아서 애니메이션 프로그램은 당첨된다고 해서, 그로부터 반년 정도 후에는 애니메이션이 금세 탁 터졌어.그 제작비는 무려 백만이에요! 그러니까 그것만 내도 모토가 잡히고 거스름돈이 오면 기업은 밟힌 거야. 그리고 앞은 보시는 것처럼 현재 제작비는 오백만엔이 하한선이고 육,칠백만엔정도는 스폰서가 낼거에요.」.
또한 스기이 기사부로는, 데즈카 오사무가 독자적인 리미티드 애니메이션의 수법을 일본에 정착시키지 않으면 일본은 세계 제일의 텔레비전 애니메이션 생산국이 되어 있지 않았을 것이라고도 말하고 있다.

#### 아트・애니메이션의 공적
한편, 아트·애니메이션(데즈카 자신은 상업 애니메이션에 대비해 「실험 애니메이션」이라고 말했다)의 분야에도 공적을 남기고 있다. 무시 프로로 '어떤 거리 이야기'(1962년, 38분), '오스'(1962년), '메모리'(1964년), '인어'(1964년), '담배와 재'(1965년), '시즈쿠'(1965년), '전시회의 그림'(1966년, 33분), '창세기'(1968년), 그 후 데즈카 프로에서 '점핑'(1984년), '낡은 필름' (1985년), 「푸시」(1987년), 「무라마사」(1987년), 「숲의 전설」(1987년, 29분 20초), 「자화상」(1988년)과 장편, 단편의 비상업작품을 제작했다. 제 1회 히로시마 히로시마 국제 애니메이션 페스티벌 그랑프리에 '낡은 필름'이 선정되고 있다(명예 회장 폴 그리모, 심사 위원장은 라울 세르베 , 선고위원장 앙투아네트 모제스). 무시 프로 사내에는 사장이었던 데즈카의 발안에 의해, 실험 작품의 제작 자금에 대해서 20만엔의 조성 제도까지 설치되어 있었다(데즈카에 따르면, 무시 프로를 설립한 것은 본래는 실험 애니메이션의 제작을 하기 위해서였다고 말하고 있다).

### 침체와 부활
애니메이션 제작에 나선 이후에도 데즈카는 만화 작품을 정력적으로 발표하고 있었다. 무시 프로의 성립 시기는 만화 작품도 애니메이션과 관련한 기획이 많아지고 있어 애니메이션과 평행해 "철완 아톰" 원작판의 연재나, 일본 최초의 칼라 TV 애니메이션 "정글 대제'"에 연동해의 동 작품 리메이크판의 연재, 당초 애니메이션화의 기획도 있었던 「마그마 대사」의 연재 등이 1963년 - 1965년에 걸쳐 행해지고 있다. 다른 애니메이션 작품과 관련하여 'W3' 연재 잡지에서의 다툼이 일어난 W3 사건도 1965년의 사건이다.
1966년, 데즈카는 실험 만화 잡지 'COM'을 창간한다. 선행한 시라토 산페이의 극화 작품 "카무이전"을 간판 작품으로 하는 "갈로"에 대항한 것으로 데즈카의 "불새"를 주목적으로 이시노모리 쇼타로, 나가시마 신지 등의 의욕적인 작품이 게재되었다. 1967년에는 괴기 만화 '뱀파이어'에 이어 '도로로'를 '소년 선데이'에 연재. 이들은 당시 미즈키 시게루에 의해 야기된 요괴 붐을 의식한 작품이었다. 1968년에는 청년지 '빅 코믹'(쇼가쿠칸), ' 플레이 코믹'(아키타 쇼텐) 등이 잇따라 창간해, 청년 만화가 본격적으로 스타트하고 있어, 데즈카도 '빅 코믹'에 '지구를 삼키다, '아야코', '키리히토 찬가', '플레이 코믹'에 '공기의 바닥' 시리즈 등 청년을 위한 작품을 다루고 있다. 이 시기의 데즈카의 청년용 작품은 안보 투쟁 등의 사회적인 배경도 있어, 어둡고 음참한 내용의 것이 많았다.
한편 소년지에서는 '파우스트'를 일본을 무대로 번안한 '햐쿠모노가타리', 나가이 고가 만든 '파렴치 학원'의 히트를 받아, ' 성교육 만화'라고 명명된 ' 야켓파치의 마리아 '(주간 소년 챔피언), 「아폴로의 노래」(주간 소년 킹) 등을 발표하고 있지만, 이 시기에는 소년지에서 데즈카는 이미 낡은 타입의 만화가로 간주되게 되어 있어 인기도 생각만큼 잡히지 못하고 있었다. 또한 애니메이션 사업도 경영 부진이 계속되고 있어, 1973년에 스스로가 경영자로 있던 무시 프로 상사, 그 다음에 무시 프로덕션이 파산해, 데즈카도 개인적으로 추정 1억 5000만 엔의 부채 를 짊어지게 되었다. 작가로서의 궁지에 세워져 있던 1968년부터 1973년을, 데즈카는 스스로 "겨울의 시대"였다고 회상하고 있다.
1973년에 "주간 소년 챔피언"(아키타 쇼텐)에서 연재 개시된 "블랙 잭"도, 원래는 소년지·유년지에서 인기가 침체하고 있던 데즈카의 최후를 간취하자는, 카베무라 타이조 편집장의 후의로 시작된 것이었다. 그러나, 장기간 계속되는 싸움으로 독자를 유치하려고 하는 작품 뿐이었던 당시의 소년만화지에 있어서, "블랙 잭"의 매회 읽어낸 형식에서의 연재는 신선하고, 후기의 데즈카를 대표하는 히트작으로 성장해 가게 되었다. 게다가 1974년, "주간 소년 매거진"(코단샤) 연재의 "세번째가 온다"도 계속되어, 데즈카는 본격적 부활을 이루었다.
1976년, 중단된 채로 있던 "불새"가 「만화 소년」(아사히 소노라마)의 창간에 의해 재개. 1977년 시점에서, 데즈카는 '블랙 잭', '세번째가 온다', '붓다', '불새', '유니코', 'MW'와 6개의 연재를 안고 있었다. 또, 동시기의 만화 문고본 붐에 수반해 데즈카의 과거의 작품도 잇달아 재간되고, 또한 같은 해 6월부터의 코단샤 「데즈카 오사무 만화 전집」간행에 의해, 데즈카는 '만화의 일인자', '만화의 신'이라는 평가를 확실히 했다.

### 말년
1980년대가 되면 에도막부 말기 부터 메이지까지의 시대에 자신의 뿌리를 따랐던 '양지의 나무'(빅 코믹)와 아돌프 히틀러를 소재로 일반 주간지에서 연재된 '아돌프에게 고한다'(주간문춘) 등 청년만화의 새로운 대표작을 다루게 된다. '양지의 나무'는 제29회 쇼가쿠칸 만화상, '아돌프에게 고한다'는 제10회 코단샤 만화상 일반 부문을 수상했다.
1985년, NHK로부터 취재를 받은 시점에는 하루에 불과 1~2시간의 수면으로 만화의 집필이나 애니메이션 제작을 해내고 있었다. "동그라미를 잘 그릴 수 없다"라고 신체 능력의 쇠퇴를 인정하면서도, 취재진에 대해 "(몸의 노화를 극복할 수 있으면) 앞으로 40년(100세)은 그릴게요, 나는, 아이디어만은, 이미 바겐 세일해도 좋을 정도 있어"라고 창작 활동에의 강한 의욕을 보였다.

### 사망
그러나, 그로부터 3년 후인 1988년 3월 15일, 갑자기 복부의 격통에 휩쓸려 구급 반송된다. 검사 결과 진행성의 스킬스 위암으로 판명되어 한조몬 병원에 입원, 위의 4분의 3을 절제한다. 5월에 퇴원해 이전과 전혀 다르지 않은 다작을 보였지만 입원전에 비해 점차 신체는 마르고 가늘고, 가끔 휴식을 끼지 않으면 계속 그릴 수 없을 정도로 체력이 떨어졌다. 같은 해 10월에 재입원. 11월, 만전의 상태라고는 할 수 없는 가운데 '참가하지 않으면 국제 문제입니다'와 주위의 제지를 뿌리며, 중화인민공화국 상하이시에서의 애니메이션 페스티벌에 참석하지만, 귀국과 동시에 상태가 악화. 12월에 다시 수술을 받지만, 이 시점에서는 이미 말기 상태이며, 간으로까지 암이 전이하고 있었다.
다음 1989년 1월 21일에 데즈카 프로 사장의 마츠타니 타카유키가 병문안 왔을 때에는, 「내 병상은 무엇이야, 너 들어줘」라고 부탁했다고 한다. 위암이라는 것은 엎드린 뒤 의사로부터 들은 것을 말하자면 "그런가…"라고 한마디만 말했다고 한다. 데즈카는 병원 침대에서도 의사와 아내의 제지를 뿌려 만화의 연재를 계속하고 있었다.
같은 해 1월 25일 이후 혼수상태에 빠지지만 의식이 회복되면 '연필을 줘'라고 말했다. 아들 마코토는 "(이 무렵의 아버지는) 혼수가 깨면 연필을 쥐게 하지만 곧 의식이 없어지는 반복이었다"고 말하고 있다. 죽을 때의 상태임에도 불구하고 「부탁이니까 일을 시켜줘」라고 일어나려고 하고, 아내는 「이제 괜찮아」라고 잠들려고 하는 등 끝까지 일에의 집착심을 없애지 않았다.
1989년 2월 9일 오전 10시 50분, 일본 도쿄의 병원에서 사망. 그의 나이 향년 60세. 데즈카 오사무의 죽음을 만난 마츠타니에 의하면, 데즈카 오사무의 마지막 말은, 「부탁이니까, 일을 하게 해줘」. 이 말에서도 일에 대한 의욕이 넘쳐나고 있다. 통야는 2월 11일, 히가시쿠루메시의 자택에서, 장례는 3월 2일, 도쿄도 미나토구의 아오야마 장례식소에서 데즈카 프로덕션의 사장으로서 각각 영업되었다.
데즈카의 죽음에 의해, "그린고", "루드 비히 B", "네오 파우스트" 등의 작품이 미완인 채 남겨졌다. 또, 우메하라 타케시의 소설 "길가메시"의 애니메이션화에 의욕적이었지만, 구상중 그대로 끝났다. 죽기 3주 전(1989년 1월 15일)까지 쓰여진 자신의 일기에는, 그 때의 상태나 신작의 아이디어 등이 적혀 있었다.
주위의 인간은 아무도 데즈카에게 위암임을 전하지 않고, 데즈카 자신은 계속 살아가는 것에 아무것도 의문이 없었다고 한다. 그러나 데즈카가 병원에서 그린 유작 중 하나인 "네오 파우스트"에서는 주요 인물이 위암에 걸려 의사와 주위가 걱정하고 위암임을 전하지 않지만 본인은 위암임을 알고 있고 사망한다는 내용이 그려져 있다.

## 연표
- 1928년 - 11월 3일 오사카부 도요노군 (현 오사카부 도요나카시)에서 출생.
- 1933년 - 5세 때, 효고현 다카라즈카시로 이사
- 1946년 - 《마아짱의 일기장》으로 데뷔
- 1947년 - 사카이 시치마 원작의 장편 만화 《신보물섬》 간행. 회를 거듭해 40만부 판매고 기록.
- 1955년 - 4월 4일 라디오 도쿄에서 연속극 《리본의 기사》 방송 개시(~ 9. 26.)
- 1963년 - 일본 최초의 TV 애니메이션 시리즈 《우주소년 아톰》을 후지 테레비에서 방송
- 1975년 - 《블랙잭》으로 제4회 일본 만화가 협회상 특별상 수상
- 1989년 - 2월 9일, 위암이 악화되어 도쿄 자택에서 향년 61세의 나이로 타계함.
- 1990년 - 일생의 업적으로 제19회 일본 만화가 협회상 문부장관상 수상
- 1994년 - 효고현 다카라즈카시에 시립 데즈카 오사무 기념관이 개관

## 스타일
데즈카는 서양에서 수입된 영화와 소설에서 서양 문학을 일본적인 양식으로 도입한 것과 창의적인 스토리로 유명하며, 초기 작품은 《밤비》와 같은 디즈니 애니메이션의 스타일을 포함하고 있다. 데즈카가 어린 시절에 읽은 밀트 그로스의 초기 그래픽 노블인 《히 던 허 롱》(He Done Her Wrong)의 영향을 받은 데즈카의 영화적인 컷 배치는 후에 데즈카의 족적을 따르는 만화가들의 일반적인 특징이 되었다.

## 작품 목록

### 한국어판 발행 작품 목록
| 제목                                                | 출판사           | 권수 |
| --------------------------------------------------- | ---------------- | ---- |
| 나의 손오공                                         | 솔출판사         | 8권  |
| 넘버 세븐                                           | 학산문화사       | 4권  |
| 넥스트 월드                                         | AK커뮤니케이션즈 | 1권  |
| 노만                                                | 학산문화사       | 3권  |
| 더 크레이터                                         | 학산문화사       | 3권  |
| 도로로                                              | 학산문화사       | 4권  |
| 돈 드라큐라                                         | 학산문화사       | 3권  |
| 리본의 기사                                         | 학산문화사       | 3권  |
| 리본의 기사 소녀편                                  | 학산문화사       | 2권  |
| 마그마 대사                                         | 학산문화사       | 3권  |
| 미크로이드S                                         | 학산문화사       | 3권  |
| 밀림의 왕자 레오                                    | 학산문화사       | 3권  |
| 뱀파이어                                            | 학산문화사       | 4권  |
| 불새                                                | 학산문화사       | 16권 |
| 불새 소녀편                                         | 학산문화사       | 1권  |
| 붓다                                                | 고려원           | 8권  |
| 붓다                                                | 학산문화사       | 14권 |
| 붓다                                                | 학산문화사       | 10권 |
| 블랙잭                                              | 학산문화사       | 22권 |
| 신보물섬                                            | AK커뮤니케이션즈 | 2권  |
| 아돌프에게 고한다                                   | 세미콜론         | 5권  |
| 아야코                                              | 학산문화사       | 3권  |
| 아톰 현재와 과거                                    | 학산문화사       | 3권  |
| 아톰의 슬픔(유작 산문집)                            | 문학동네         | 1권  |
| 아폴로의 노래                                       | 학산문화사       | 3권  |
| 어머니는 나에게 하고싶은 일을 하라고 하셨다(산문집) | 누림BOOK         | 1권  |
| 우주소년 아톰                                       | 학산문화사       | 18권 |
| 우주소년 아톰 외전                                  | 학산문화사       | 2권  |
| 키리히토 찬가                                       | 학산문화사       | 4권  |
| 로스트 월드                                         | AK커뮤니케이션즈 | 1권  |
| 메트로폴리스                                        | AK커뮤니케이션즈 | 1권  |
| 뮤                                                  | AK커뮤니케이션즈 | 2권  |
| 칠색잉꼬                                            | 학산문화사       | 7권  |
| 루드비히 B.                                         | AK커뮤니케이션즈 | 1권  |

## 평가
미야자키 하야오는 데즈카 오사무가 사망하자, 만화가로서 데즈카가 세운 업적을 전면 긍정하였지만, 애니메이션을 만드는 사람의 입장에서 애니메이션 작가로서의 데즈카가 일본의 애니메이션사에서 차지한 역할에 대해 통렬한 비판을 가했다. 특히 TV 애니메이션 초창기에 데즈카가 시장에서 우위를 점하기 위해 자사(무시 프로덕션) 제작 프로그램을 원가에 가까울 정도로 낮은 가격에 팔아치운 것이, 현재까지 일본의 애니메이션 제작비가 극도로 낮게 책정되는 원인이 되었다는 점을 강하게 비판했다. 이 발언은 여러 논의를 불러일으켰다.
| “ | 쇼와 38년(1963년)에 그(데즈카 오사무)는 1편 당 50만 엔이라는 싼 가격으로 일본 최초의 TV 애니메이션《철완 아톰》을 시작하였다. 그 전례 덕분에 이후 애니메이션의 제작비가 항상 낮다고 하는 폐해가 생겨났다. | ” |
|   | — 데즈카 오사무의 사망 직후에 미야자키가 한 언론과의 특별인터뷰 내용 중에서. |   |

## 같이 보기
- 도키와 장
- 미야자키 하야오
- 무시 프로덕션
- 일본 애니메이션
- 디즈니

### 내용주
1. ↑  텔레비전 애니메이션으로서는 그 이전에 "두더지의 어드벤처", "새로운 동화 3개의 이야기", "인스턴트 히스토리", "동화 만화 캘린더" 등이 방영되었다.
2. ↑  다만 애니메이션 「철완 아톰」관계자에 대한 청취와 자료의 재조사를 실시한 츠가타 노부유키는 실제로는 1개 155만엔이 대리점으로부터 제작비로서 지불되었다」라고 하고 있다. 츠켄에 의하면, 그 후도 제작료는 조금씩 인상되고 있어 '무시 프로는 확실히 경영 노력을 실시하고, 또한 결과를 얻고 있다.『아톰 아톰』을 55만엔으로 만들었기 때문에, 그 후의 애니메이션 제작 환경이 나빠졌다'라고 하는 평가가 아직도 있다면, 단락적이라고 하지 않을 수 없다.(츠켄노부유키『애니메이션 작가로서의 손오치충-그 궤적과 본질』NTT출판, 2007년).
3. ↑  애니메이터의 오츠카 야스오는 데즈카가 한편으로 이상적인 애니메이션을 동경하면서도 끝내 그것을 이루지 못한 원인을 상업주의 때문이 아니라 데즈카가 애니메이션의 기술에 대해 무지했기 때문이라고 하고 있다. 연기 설계나 애니메이션에 무관심해서는 뛰어난 애니메이션이 될 리 없었던 것 같아요. 실제, 데즈카씨는 풀·애니메이션의 기초 기술을 디즈니등의 먼저 했던 사람에게 배운 흔적이 없고, 제대로 애니메이터의 양성도 하지 않고 만화적인 리미티드에서 출발하고 있는 점도 실로 신기합니다」(오츠카 「작화 땀범벅 증보 개정판」P95 「4장 텔레비전 애니메이션 시대의 개막」)
4. ↑  또한 『도로』작중의 요괴는 수목의 영향을 받은 것으로 생각되는 점묘법이 사용되고 있다（夏目、151-152p）。
5. ↑  데즈카 본인은 1971년에 경영자를 관뒀다.
6. ↑  1986년 1월 10일에 NHK 특집으로서 '데즈카 오사무 창작의 비밀'이 방송되었다.[63]。
7. ↑  당시의 주치의에 의하면, 이 시점에서 이미 4단계이며, 복막까지 암이 전이되어 있었다고 한다. 그러나 암이라는 것 자체는 당시의 의료관습에 의해 본인에게 끝까지 고지되지 않고 위궤양으로 통보되었다.

### 참조주
1. 1 2  桜井, 45쪽.
2. ↑  手塚 1997, 52쪽.
3. ↑  桜井, 58쪽.
4. ↑  手塚 1997, 52–59쪽.
5. ↑  手塚 1997, 62쪽.
6. ↑  桜井, 59쪽.
7. ↑  手塚 1999, 57–60쪽.
8. ↑  手塚 1999, 61–65쪽.
9. 1 2  米澤, 13쪽.
10. ↑  河本寿栄 (2002년 2월).  小佐田定雄, 편집. 《二代目さん 二代目桂春団治の芸と人》. 青蛙房. 130–131쪽.
11. ↑  手塚 1999, 89–90쪽.
12. ↑  手塚 1999, 90쪽.
13. ↑  手塚 1999, 91쪽.
14. ↑  米澤, 82쪽.
15. ↑  呉, 128쪽.
16. ↑  米澤, 14–15쪽.
17. ↑  手塚 1999, 96쪽.
18. ↑  米澤, 15–16쪽.
19. ↑  米澤, 16쪽.
20. ↑  手塚 1999, 98–99쪽.
21. ↑  公表されている手塚治の医師免許による。
22. ↑  手塚 1999, 100쪽.
23. ↑  桜井, 72–73쪽.
24. ↑  米澤, 21쪽.
25. ↑  米澤, 27쪽.
26. ↑  米澤, 23쪽.
27. ↑  米澤, 23–24쪽.
28. ↑  手塚 1999, 183쪽.
29. ↑  手塚 1999, 184–185쪽.
30. 1 2  米澤, 31쪽.
31. ↑  米澤, 32–33쪽.
32. 1 2  桜井, 118쪽.
33. ↑  米澤, 85–86쪽.
34. ↑  桜井, 119쪽.
35. ↑  手塚 1999, 216–217쪽.
36. ↑  桜井, 121쪽.
37. ↑  “アジア初の長編アニメ「西遊記 鉄扇公主の巻」新千歳空港で上映、岡田秀則の講演も”. 映画ナタリー. 2017년 11월 3일. 2018년 3월 8일에 확인함.
38. ↑  “纪念手冢治虫辞世20年 他曾让阿童木牵手孙悟空”. 网易娱乐. 2009년 10월 22일. 2017년 11월 6일에 확인함.
39. ↑  手塚 1999, 33–34쪽.
40. ↑  山本.
41. ↑  大宅壮一は1958年に「文藝春秋」で連載した「日本の人物鉱脈」で「最近私は"阪僑"という妙な言葉をつくって、大阪人気質、東京その他における大阪系人物のありかたを、南方諸地域や日本における中国人のありかたになぞらえて」と書いている。

札埜和男『大阪弁「ほんまもん」講座』新潮社、2006年 ISBN 978-4106101601 p20
42. 1 2  手塚 1999, 237쪽.
43. ↑  桜井, 136쪽.
44. 1 2  手塚 1999, 242쪽.
45. ↑  桜井, 142쪽.
46. ↑  手塚 1999, 249쪽.
47. ↑  手塚 1999, 249쪽.
48. ↑  「話の特集」1979年7月号 瀕死のアニメーション
49. ↑  米澤, 50쪽.
50. ↑  米澤, 55쪽.
51. ↑  米澤, 54쪽.
52. ↑  米澤, 56–57쪽.
53. ↑  米澤, 59쪽.
54. ↑  米澤, 59–62쪽.
55. ↑  桜井, 166–167쪽.
56. ↑  夏目, 169–170쪽.
57. ↑  夏目, 170쪽.
58. ↑  米澤, 65쪽.
59. ↑  米澤, 67쪽.
60. ↑  米澤, 72쪽.
61. ↑  米澤, 93쪽.
62. ↑  “NHK特集「手塚治虫 創作の秘密」”. NHK. 2021년 12월 21일. 2021년 12월 26일에 원본 문서에서 보존된 문서. 2021년 12월 26일에 확인함.
63. ↑  手塚治虫、松谷孝征 (2014年10月). 《手塚治虫 壁を超える言葉》. かんき出版. 第25章 다음 글자 무시됨: ‘和書’ (도움말);
64. ↑  1989年2月10日放送『おはよう!ナイスデイ』
65. 1 2  手塚眞「わが父 手塚治虫」朝日ジャーナル臨時増刊1989年4月20日号『手塚治虫の世界』所収
66. ↑  NHK「手塚治虫 世紀末へのメッセージ」1999年1月15日 22:00 - 22:50放送
67. ↑  集英社新書「手塚先生、締め切り過ぎてます！」福元一義 2009年
68. ↑  東京読売新聞朝刊「いま永遠の"火の鳥"となる 手塚治虫さんの葬儀にファン1万人」（1989年3月3日）
69. ↑  東京読売新聞朝刊「手塚治虫さんの通夜 2000人がお別れ / 東京・東久留米」（1989年2月12日）
70. ↑  米澤, 80쪽.
71. ↑  NHKスペシャル「いのち〜わが父・手塚治虫」（1989年4月16日）
72. ↑  宮﨑駿『折り返し点』（p.116、梅原の発言）
73. ↑  “A Yiddishe Manga: The Creative Roots of Japan's God of Comics” (PDF). 《Innovative Research in Japanese Studies》. Wix. 2014년 7월 17일에 확인함.
74. ↑  〈コミックボックス〉ふゅーじょん・ぷろだくと, 1989년 5월호。
75. ↑  황의웅 (21일). 《미야자키 하야오의 세계》. 예솔. 180쪽.